# Blow (песня Кеши)
«Blow» (рус. Взрыв) — песня американской певицы Кеши из её первого мини-альбома Cannibal, выпущенная 8 февраля 2011. Песня является вторым и последним синглом с этого мини-альбома. Она написана Кешей совместно с Klas Åhlund, Lukasz Gottwald, Allan Grigg, Benjamin Levin и Max Martin. В производстве участвовали Dr. Luke, Max Martin, Benny Blanco и Kool Kojak. Как считает Кеша, слова композиции относятся к ней самой и её фанатам. «Blow» написана в жанрах электропоп и данс-поп, и её можно охарактеризовать как гимн вечеринки, который призывает хорошо провести время в клубе.
Критики в основном положительно оценили «Blow»: большинству понравились хуки и вступление, но некоторые посчитали припев неинтересным и заурядным. Исполнение Кеши получило разные оценки: некоторым критикам не понравилось, что она дерзкая и нахальная, а другим, что её индивидуальность отсутствует в песне. «Blow» стала шестым по счёту сольным хитом для Кеши, попавшим в десятку в США и Австралии. Также песня попала в десятку в Новой Зеландии и в двадцатку в Канаде.
Видеоклип песни выпущен 25 февраля 2011 (реж. Chris Marrs Piliero). В нём снялся актёр Джеймс Ван Дер Бик, который сыграл врага Кеши. Критики дали хорошие отзывы видеоклипу, оценив забавный диалог, звучащий в нём.

## Список композиций
- Digital download

1. «Blow» — 3:40

- Remix

1. «Blow» (Remix) (feat. B.o.B) — 4:31

- Germany CD single

1. «Blow» — 3:40
2. «The Sleazy Remix» (feat. André 3000) — 3:48

- UK digital EP

1. «Blow» — 3:40
2. «Fuck Him He’s A DJ» — 3:40
3. «Blow» (Cirkut Remix) — 4:05
4. «Animal» (Switch Remix) — 4:46

## Чарты и сертификаты

### Чарты
| Чарт (2010-11)                             | Место |
| ------------------------------------------ | ----- |
| Австралия (ARIA)                           | 10    |
| Австрия (Ö3 Austria Top 40)                | 22    |
| Бельгия/Фландрия (Ultratip Bubbling Under) | 4     |
| Бельгия/Валлония (Ultratip Bubbling Under) | 6     |
| Канада (Billboard Canadian Hot 100)        | 12    |
| Чехия (Rádio — Top 100)                    | 36    |
| (Media Control AG)                         | 39    |
| Ирландия (IRMA)                            | 28    |
| Новая Зеландия (Recorded Music NZ)         | 8     |
| Словакия (Rádio — Top 100)                 | 7     |
| Великобритания (OCC UK Singles)            | 32    |
| Billboard Hot 100                          | 7     |
| Hot Dance Club Songs (Billboard)           | 27    |
| США (Billboard Pop Airplay)                | 3     |
| США (Billboard Adult Pop Airplay)          | 26    |

| Чарт (2011)          | Место |
| -------------------- | ----- |
| Canadian Hot 100     | 57    |
| US Billboard Hot 100 | 33    |

| Страна         | Сертификат |
| -------------- | ---------- |
| Австралия      | платиновый |
| Новая Зеландия | золотой    |

## Хронология релизов
| Страна         | Дата            | Формат               |
| -------------- | --------------- | -------------------- |
| США            | 12 ноября 2010  | Promotional download |
| США            | 8 февраля 2011  | Mainstream airplay   |
| Швейцария      | 25 февраля 2011 | Digital download     |
| Германия       | 22 апреля 2011  | CD single            |
| Великобритания | 22 апреля 2011  | Digital EP           |